# National City
National City is een plaats (city) in de Amerikaanse staat Californië, en valt bestuurlijk gezien onder San Diego County.

## Demografie
Bij de volkstelling in 2000 werd het aantal inwoners vastgesteld op 54.260.
In 2006 is het aantal inwoners door het United States Census Bureau geschat op 60.960, een stijging van 6700 (12.3%). In 2016 werd het aantal geschat op 61.147.

## Geografie
Volgens het United States Census Bureau beslaat de plaats een oppervlakte van
23,9 km², waarvan 19,1 km² land en 4,8 km² water. National City ligt op ongeveer 110 m boven zeeniveau.

## Plaatsen in de nabije omgeving
De onderstaande figuur toont nabijgelegen plaatsen in een straal van 16 km rond National City.

## Geboren in National City
- John Baldessari (1931-2020), conceptueel kunstenaar
- Andrew Cunanan (31 augustus 1969), seriemoordenaar